# 藤原為家
藤原 為家（ふじわら の ためいえ）は、鎌倉時代中期の公家・歌人。藤原北家御子左流、正二位・権中納言藤原定家の三男。官位は正二位・権大納言。

## 経歴
御子左家の嫡男として生まれた為家は、元久2年（1205年）に母方の祖父・藤原実宗邸で元服を行い、伯父・西園寺公経の猶子となる。若い頃は蹴鞠に熱中し、その縁で同好の順徳天皇に目を掛けられるようになった。ところが承久3年（1221年）の承久の乱の戦後処理で順徳院が佐渡に配流されると、その供奉者の一人として院から同行を希望された為家は掌を返すようにこれを辞退している（『承久記』ほか）。なおこの為家以後、その嫡流の二条家は和歌と共に鞠道においても重きをなし、飛鳥井流に並ぶ御子左流を形成した。
承久の乱後、 倒幕勢力が一掃された朝廷では鎌倉方と親しかった養父・西園寺公経が実権を握ったが、このことが為家に廟堂における順調な昇進をもたらした。嘉禄2年（1226年）に参議として公卿に列すると、嘉禎2年（1236年）に権中納言、仁治2年（1241年）には、父・定家を越える権大納言にまで昇った。
為家は後嵯峨院歌壇の中心的な歌人としても活躍。「宝治百首」に参加し、建長3年（1251年）には『続後撰和歌集』を単独で撰進している。康元元年（1256年）に出家して、融覚、また静真と号した。文永2年（1265年）には後嵯峨院から再び勅撰集の撰進を下名されたが、3年後院は何を思ったのか反御子左流の急先鋒と目されていた九条基家・衣笠家良・六条行家・真観（葉室光俊）の4名を新たに撰者に加えたため撰進作業は大混乱をきたし、憤懣やるかたない為家は匙を投げて以後は専ら嫡男・為氏にその仕事を任せた。こうして成立した『続古今和歌集』は和歌史上最も歌風の多彩な勅撰集として以後の和歌の流れを形作った。
晩年は『十六夜日記』を記した阿仏尼と同棲して儲けた一子・為相を溺愛した。死後これが遺領相続問題に発展、その結果御子左家は嫡流の二条家と庶流の京極家・冷泉家に分裂するに至った。

## 作品
『新勅撰和歌集』以下の勅撰集に入集。家集に『為家集』『中院詠集』『為家卿千首』、歌論集に『詠歌一体』がある。

## 系譜
- 父：藤原定家
- 母：藤原実宗の娘（藤原北家閑院流出身、西園寺公経の姉）
- 妻：宇都宮頼綱の娘
  - 男子：二条為氏（1222-1286） - 御子左流二条家祖（摂家二条家とは別） 和歌の流派二条派
  - 男子：京極為教（1227-1279） - 御子左流京極家祖 和歌の流派京極派
  - 男子：藤原為顕
- 妻：安嘉門院四条（阿仏尼） - 平度繁の養女
  - 男子：冷泉為相（1263-1328） - 御子左流冷泉家祖 和歌の流派冷泉派
  - 男子：冷泉為守（1265-1328）
- 生母不明
  - 男子：源承
  - 男子：慶融
  - 男子：隆俊
  - 男子：最瑜
  - 男子：良瑜
  - 女子：藤原為子（二条道良室）
  - 女子：
  - 猶子：承遍 - 兼遍の子
  - 猶子：覚源 - 頼全の子
  - 猶子：憲家 - 信承の子